# Salvador Golpe
Salvador Golpe Varela (San Pedro de Oza, 26 de julio de 1850-La Coruña, 23 de junio de 1909) fue un periodista, ensayista, poeta y político español, vinculado al regionalismo gallego (Rexionalismo), tanto en un ámbito político como cultural y literario.

## Biografía
Nació en el pazo de Paio, en la parroquia coruñesa de San Pedro de Oza, hijo de Manuel Golpe Núñez y Rita Varela Sotomayor. En La Coruña vivió en la calle Tabernas nº 10, justo en frente de la casa de Emilia Pardo Bazán, que más tarde se convertiría en la sede de la Real Academia Galega. Contrajo matrimonio en 1879 con Carmen Túñez de Prado, de cuyo matrimonio le sobrevivieron cinco hijos (Mercedes, Salvadora, Concepción, Manuel y Jesusa) y de quien enviudó en 1896. Se casó en segundas nupcias con Carmen Rodríguez Bermúdez, con la que tuvo dos hijos más (Carmen y Jesús). Murió en La Coruña, en su casa de la plaza de Azcárraga, el 23 de junio de 1909, siendo enterrado en su parroquia natal.

## Actividad profesional e intelectual
Su actividad profesional se desarrolló en La Coruña, donde ejerció como abogado y juez municipal. 
También llevó a cabo en la capital coruñesa su labor política, como concejal en el ayuntamiento de esta ciudad y como activista del llamado movimiento regionalista, formado por un grupo de intelectuales gallegos que, entre los años 1880 y 1906, y en el marco del pensamiento romántico, reivindican el reconocimiento de la identidad del pueblo gallego en diversos ámbitos: en el aspecto político se reclama el autogobierno; en el aspecto literario, se recuperan y revalorizan las producciones de la literatura popular; en cuanto al periodismo, se demanda una prensa comprometida con la defensa de la lengua y la cultura gallegas.
Fue fundador de la Asociación Regionalista Gallega y más tarde de la Liga Rexionalista, de la que fue presidente.
Acusaba a los centralistas de mentir cuando insinuaban que el regionalismo era separatista y afirmaba que, por el contrario, para los regionalistas la patria española sería siempre «una e indisoluble» y que «la integridad del Estado» debía defenderse «hasta la muerte».
Junto con su hermano, Xoan Golpe -uno de los impulsores del movimiento agrario Solidaridad Gallega-, fundó en 1894 el diario regionalista Unión Gallega, del que fue director.
En el ámbito cultural, fue miembro de la tertulia coruñesa de la Cova Céltica, en la librería de Carré, cuyo órgano de difusión fue la Revista Gallega, dirigida por Galo Salinas. Se trataba de un grupo de intelectuales,entre los que se encontraban Manuel Murguía, Eduardo Pondal, Manuel Lugrís Freire o Xosé Baldomir, todos ellos regionalistas, que se reunían para reflexionar sobre la situación de Galicia.
Al igual que el resto de los integrantes de esta tertulia, Salvador Golpe fue fundador y académico numerario de la Real Academia Galega desde que fue creada, el 4 de septiembre de 1905, además de secretario de la misma desde diciembre de 1906, cargos ambos que desempeñó hasta su fallecimiento. Asimismo fue socio fundador, miembro activo y secretario de la Sociedad para el Folck-lore Galego, presidida por Emilia Pardo Bazán, que se ocupaba de recoger y conservar esas tradiciones que se pierden, esas costumbres que se olvidan, esos vestigios de, quizás, remotas edades, que corren peligro de desaparecer. P. Gumersindo Placer López,prólogo a Refranero Gallego (publ. en El Obrero de Nazareth, mayo 1929 - enero 1930).

## Obra

### Obra en prosa
- Refraneiro agrícola-meteorolóxico (1906). Esta recopilación es fruto del interés de los regionalistas por la cultura popular gallega. Fue publicada bajo el pseudónimo de Pedro de Merille, primero en folletín, en el semanario La Defensa de Betanzos, a lo largo de 1906, y posteriormente se haría edición aparte. En 1994 fue reeditado por la Asociación cultural Eira Vella de Betanzos.
- Patria y Región (La Coruña, 1897), es una defensa de la ideología regionalista basada en el concepto de que la idiosincrasia de un pueblo es, en último término, una cuestión genética, y que el origen común junto con el clima y la geografía dan lugar al carácter y el idioma característicos de un pueblo, elementos diferenciadores en los que se sustenta su identidad.
- Regionalismo y Lenguaje es el discurso que leyó en los Juegos Florales de Betanzos el 29 de septiembre de 1901,[6] que fue publicado por la Escuela Tipográfica de la Casa de Misericordia de Coruña en 1902. Junto con una defensa del pensamiento regionalista en la que destaca la importancia del clima y el medio físico en la formación del carácter y la lengua de un pueblo, hace una breve historia de los Juegos Florales donde afirma que nacen con el resurgir del regionalismo para promover el uso de las lenguas propias.
- De La Coruña a la cárcel pasando por Galicia (La Coruña, 1894), relata la lucha por defender la permanencia de la Capitanía de Galicia en La Coruña, ante la intención del gobierno de trasladarla a León, lo que los regionalistas entendieron como una afrenta por parte del nacionalismo central.
- Lámbrica (La Coruña, 1907), fue su última publicación, un ensayo que trata de demostrar que este antiguo enclave se ubicaba en las proximidades del río Lambre.

### Obra poética
Aunque escribió numerosas composiciones, no publicó ningún libro de poesía, tal vez por considerar prioritaria su dedicación a las actividades políticas.
Entre sus poemas, que se publicaron sueltos en revistas y periódicos gallegos y españoles, la mayor parte giran en torno a temas y motivos característicos del Rexionalismo, como el paisaje gallego, que se consideraba un elemento sustentador de la identidad del pueblo, o la nostalgia de Galicia (morriña o saudade).
Ejemplo de esta temática son dos poemas, Adiós a Galicia y Meus Amores (o Dous Amores), que fueron musicados respectivamente por Xoán Montes y Xosé Baldomir. Lograron una gran popularidad en su tiempo y hoy en día forman parte del folclore musical gallego. Adiós a Galicia, con el título de As lixeiras anduriñas, es uno de los temas que el grupo de música tradicional Fía na Roca incluyó en el año 2001 en su disco Contravento.
Además de estas composiciones de alabanza a su tierra, compuso algunos poemas de tipo religioso, en los que se muestra como ferviente católico, y otros dedicados a personajes de la sociedad coruñesa de su tiempo, como Amores en el cielo, a Emilia Pardo Bazán, o Receta de sopa montañesa, incluido en el libro La cocina práctica, de Manuel Mº Puga y Parga, a quien está dedicado.
También en verso escribió su propio epitafio:

De los seres que amé no me he olvidado;

dales, Señor, la paz, y a mí consuelo,

y cuando tenga que dejar el suelo

en donde he sido tan desventurado

reúnenos a todos en el cielo.